# دردان آلتونل
دردان آلتونل (به انگلیسی: Dürdane Altunel) (زاده ۱۹۹۵ در قونیه) است. او تکواندوکار کشور ترکیه است.